# Eublemma leucodicranon
Eublemma leucodicranon är en fjärilsart som beskrevs av Karl Grünberg 1910. Eublemma leucodicranon ingår i släktet Eublemma och familjen nattflyn. Inga underarter finns listade i Catalogue of Life.